# Pemberton (Minnesota)
Pemberton es una ciudad ubicada en el condado de Blue Earth en el estado estadounidense de Minnesota. En el Censo de 2010 tenía una población de 247 habitantes y una densidad poblacional de 526,89 personas por km².

## Geografía
Pemberton se encuentra ubicada en las coordenadas 44°0′31″N 93°47′1″O / 44.00861, -93.78361. Según la Oficina del Censo de los Estados Unidos, Pemberton tiene una superficie total de 0.47 km², de la cual 0.47 km² corresponden a tierra firme y (0%) 0 km² es agua.

## Demografía
Según el censo de 2010, había 247 personas residiendo en Pemberton. La densidad de población era de 526,89 hab./km². De los 247 habitantes, Pemberton estaba compuesto por el 97.98% blancos, el 0% eran afroamericanos, el 0% eran amerindios, el 0.4% eran asiáticos, el 0% eran isleños del Pacífico, el 1.21% eran de otras razas y el 0.4% pertenecían a dos o más razas. Del total de la población el 3.24% eran hispanos o latinos de cualquier raza.